# Gerard Hulst van Keulen
Gerard Hulst van Keulen (Amsterdam, 1733 – januari 1801) was een Nederlands cartograaf, auteur, uitgever, boek- en zeekaartenverkoper die tevens mathematische instrumenten ontwikkelde en verkocht waaronder kompassen, sextanten, octanten en gradenbogen. Hij had zijn winkel aan de Nieuwebrug te Amsterdam. 

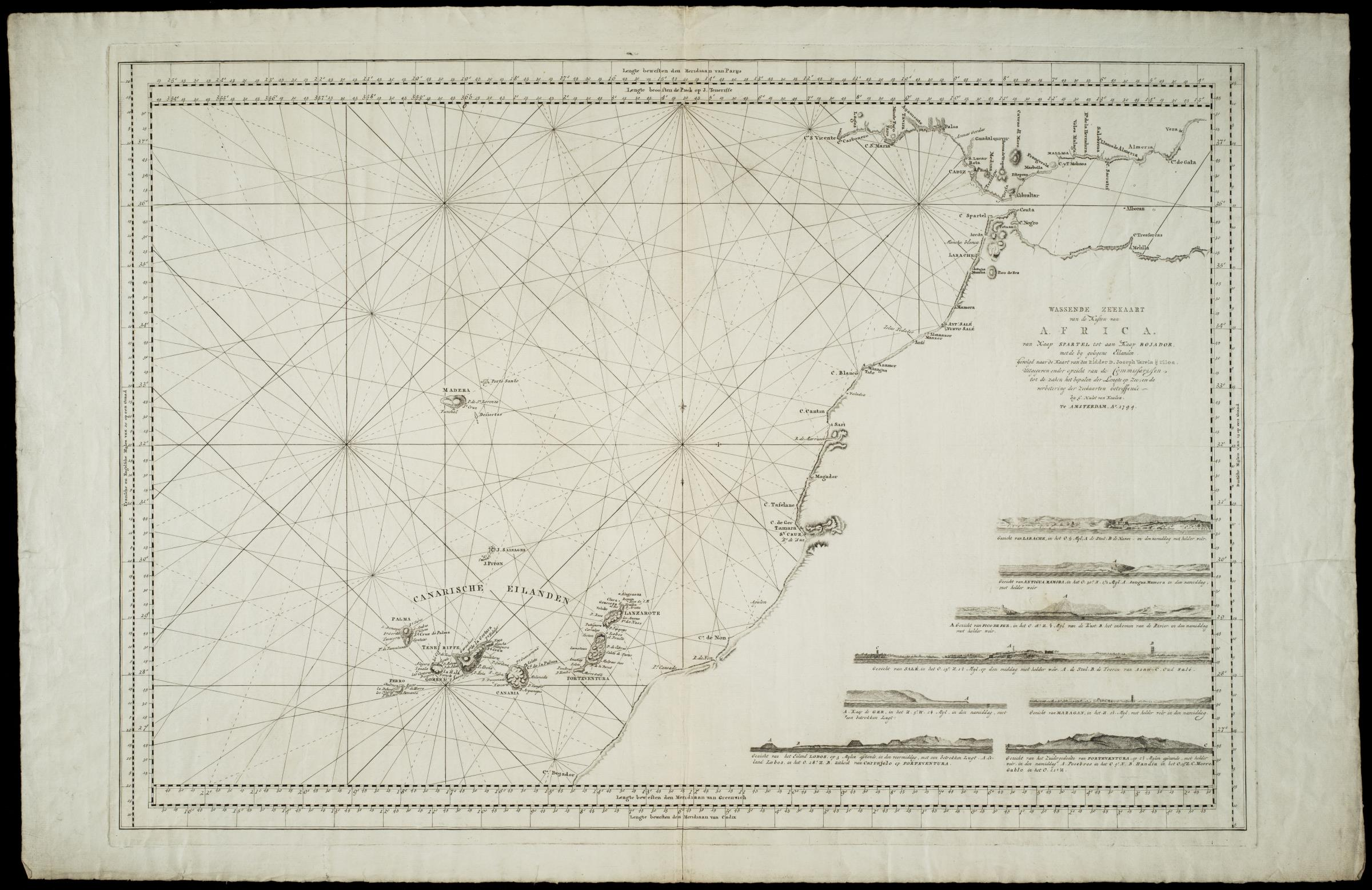
Wassende zeekaart van de kusten van Afrika - van kaap Spartel tot aan kaap Bojador met de bij gelegene eilanden. Getekend door G. Hulst van Keulen in 1794. (collectie Nationaal Archief, 's-Gravenhage)

## Biografie
Hij was een zoon van Johannes II van Keulen ook wel (Joannes) en Catharina Buijs. Hij had een broer, Cornelis Buys van Keulen. Hij was kleinzoon van Gerard van Keulen (1678-1726) en achterkleinzoon van Johannes van Keulen (1654 - 1715) ook al beroemd om hun verdiensten in de cartografie, de uitgeverij en het ontwikkelen van instrumenten. In 1756 (hij is dan 17 of 18 jaar oud) verlengt hij het octrooirecht van zijn vader op Het vergulde licht der Zeevaart.
Hij trouwt met Catharina de Veer. Als Catharina sterft, zijn er geen nakomelingen. Hulst van Keulen trouwt in 1769 nogmaals, dit keer met Anna Hendrina Calkoen ( Voorthuizen, 1740 - Amsterdam, 1810 ) een bemiddelde weduwe die behoorde tot de diaconessen; haar vader was dominee. Samen worden zij ouders van een dochter, Wilhelmina Jacoba Wijnouds Hulst van Keulen.
Hulst van Keulen is als kaartenmaker in dienst van de Vereenigde Oostindische Compagnie; deze functie was gecreëerd door zijn opa Gerard van Keulen toen deze dit privilege overnam van Willem Blaeu. Als in 1755 de vader van Gerard sterft, vervalt diens nalatenschap aan zijn weduwe Catharina Buijs. Op 17 november van dat jaar verdeelt de moeder van Gerard de nalatenschap over haar twee zoons, zijnde twee fabrijken, zijnde de een zeekaart-winkel en de andere een fabrijk van ankersmeden. Deze 'fabrijk van ankersmeden' had diverse standplaatsen waaronder in Delfshaven, op de Waal, in Zaandam, de Jonkerstraat en Wittenburg. Catharina heeft een neus voor zaken, want na de dood van haar man en de verkoop van zijn nalatenschap aan haar zoons blijft zij tot haar dood de helft en later een derde van de zuivere winst beuren op de geleverde ankers en de kaarten voor de Vereenigde Oostindische Compagnie.
In 1774 sterft de broer van Gerard en op 2 oktober 1778 verkoopt de weduwe van zijn broer, Susanna Maria Commelin, haar aandeel in zowel de Zeekaart-winkel als de fabriek in ankersmeden voor een totaalbedrag van ƒ 93.000 aan Hulst van Keulen. Hij gaat op 1 april 1778 een verbaal akkoord aan met zijn neef, Joannes van Keulen, die op dezelfde datum meerderjarig is verklaard. Oom en neef leggen een nader verbaal akkoord vast op 28 april 1779. Vanaf juli 1779 adverteert Hulst van Keulen in de Amsterdamse courant. Later adverteert hij ook in de Leydse courant, de Middelburgsche courant en de Rotterdamse courant.
In 1785 publiceert de firma het boek dat Hulst van Keulen schreef, Beschryving van de hoedanigheden en het gebruik van teer en vernist van koolen. De Nederlandse Admiraliteit benoemt Hulst van Keulen in 1787 tot een van de drie 'commissarissen tot der zaken van het bepalen van de lengte op zee en de verbetering der zeekaarten'. De andere commissarissen waren professor Jan Hendrik van Swinden en Pieter Nieuwland. Hulst van Keulen heeft het ondanks de bedrijfsovername en de benoeming tot commissaris niet te druk om het levenswerk van zijn overgrootvader voort te zetten, hij houdt zich bezig met de laatste edities van de Lichtende Zee-Fakkel; de atlassen die zijn overgrootvader en zijn vader beroemd maakten. Rond 1790 brengt hij de zesdelige zogenaamde Atlas Van Keulen oftewel De nieuwe groote lichtende zee-fakkel uit. Hij maakt de atlas in samenwerking met Claas Jansz. Voogt. Het Scheepvaartmuseum is in het bezit van een van deze atlassen.
In juli 1792 verkrijgt Hulst van Keulen Octroy voor een verdeelde schyf om alle mathematische instrumenten wiskunsttig te verdeelen. Nieuw uitgevonden werktuig zynde een vierpuntige passer met een verdeelde koperen transportuer daarby gehoorende om de lengte op zee zonder eenige berekening direct te kunnen vinden.

## Kaarten van Gerard Hulst van Keulen

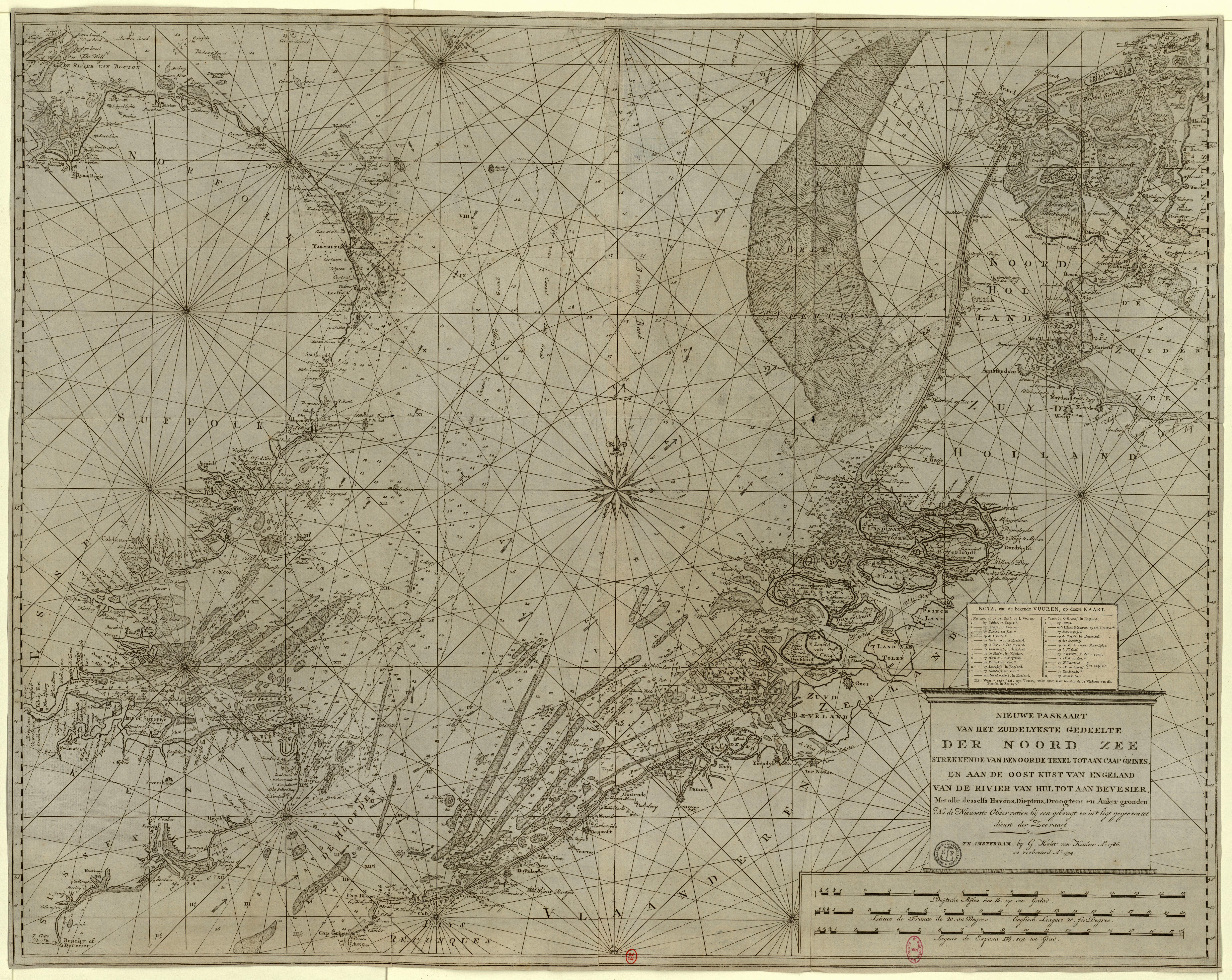
Herziene kaart van de Noordzee. 1794
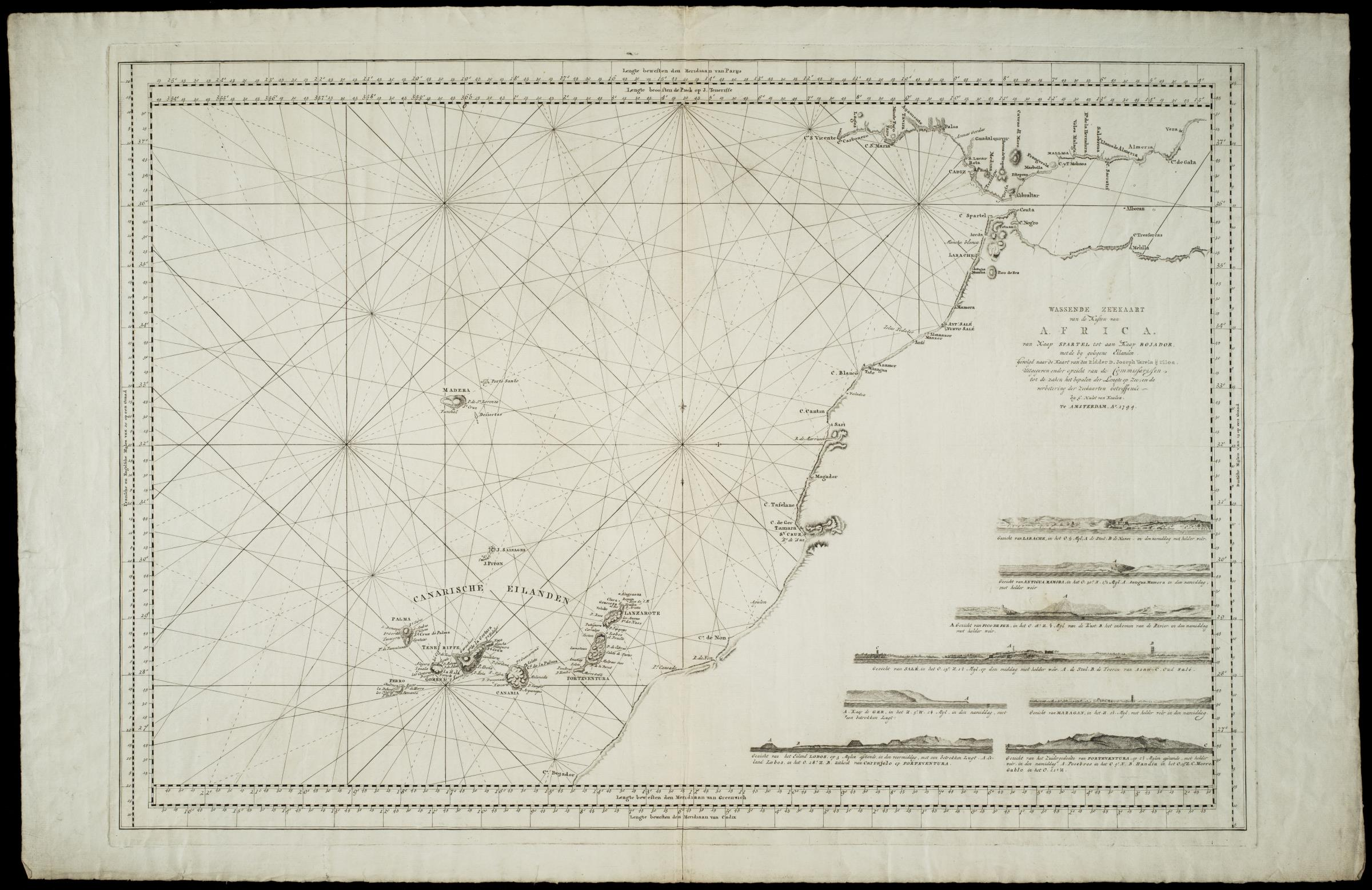
Wassende Zeekaart van de Kusten van Afrika, van Kaap Spartel tot aan Kaap Bojador, met de bijgelegen eilanden; gevolgd naar de kaart van den Ridder D. Joseph Varela y Ulloa. 1794
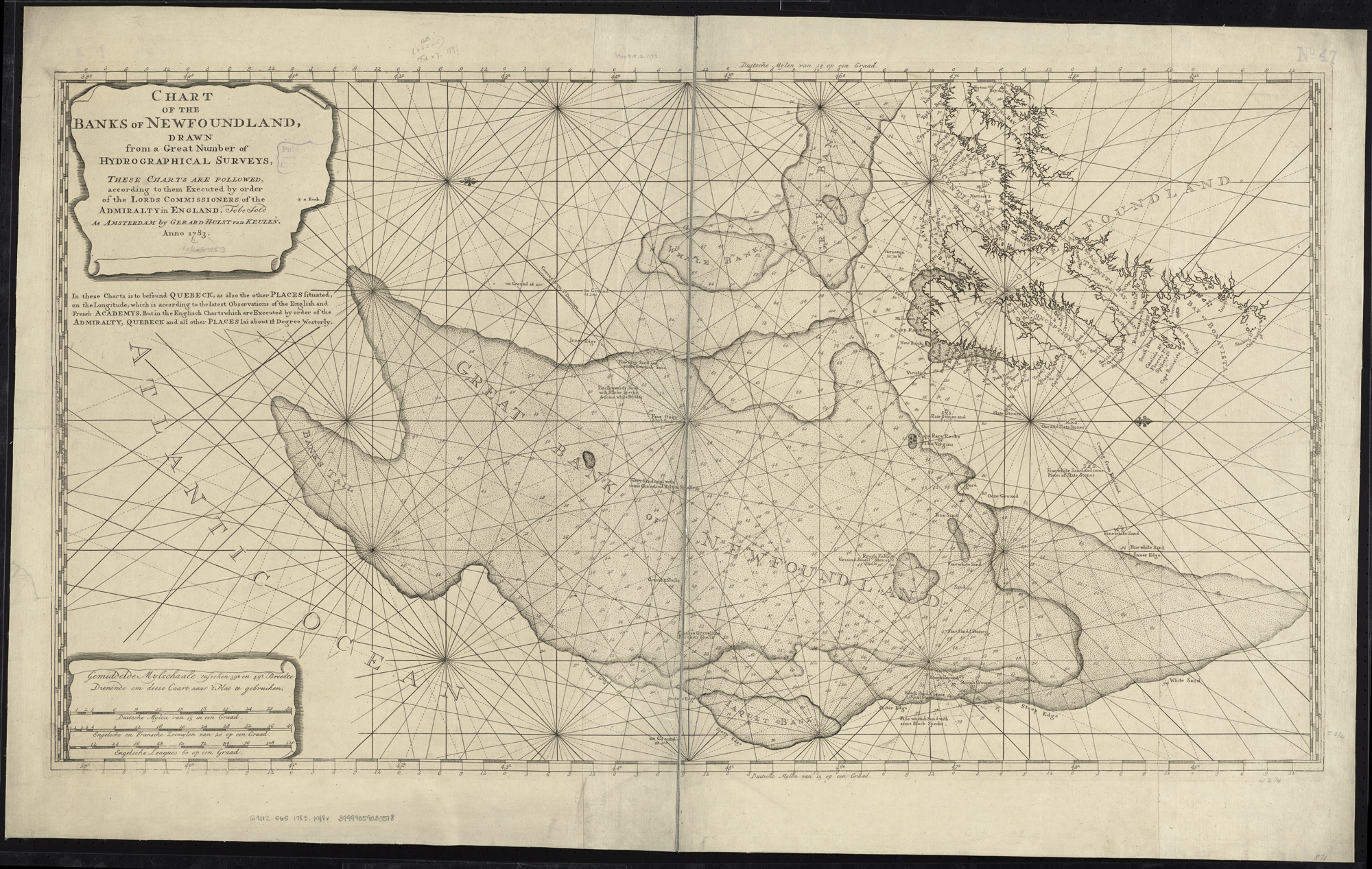
Kaart van de zandbanken van Newfoundland 1783

## Varia
- Enkele van de mathematische instrumenten die Hulst van Keulen vervaardigde, waaronder een daviskwadrant (een hoekmeetinstrument) en een sextant zijn te vinden in het Scheepvaartmuseum. Tevens heeft dit museum een aantal kaarten van Hulst van Keulen in het bezit.
- In Amsterdam is een straat naar hem vernoemd, de Gerard Hulst van Keulenstraat.

- Bibsys: 1031227
- Bibliothèque nationale de France: cb15377446x (data)
- Gemeinsame Normdatei: 129000795
- International Standard Name Identifier: 0000 0000 0238 2728
- Library of Congress Control Number: n2017071976
- Nederlandse Thesaurus van Auteursnamen: 073515353
- Système universitaire de documentation: 18899193X
- Virtual International Authority File: 61853258
- WorldCat: E39PBJjMvgyDdxHgb3pQ4HYpT3